# Mühlfay László
Mühlfay László (Marosvásárhely, 1923. április 20. – 2007. szeptember) romániai magyar orvos, fül-orr-gégész, szakíró, egyetemi tanár.

## Élete és munkássága
A középiskolát Bukarestben és Nagyenyeden töltött tanulmányi évek után szülővárosa Római Katolikus Gimnáziumában végezte 1942-ben, az egyetemet pedig a Ferenc József, a Pázmány Péter és a Halle an der Saale-i egyetemek látogatása után a Bolyai Tudományegyetem marosvásárhelyi orvosi karán, ahol oklevelet nyert 1948-ban. Pályáját ugyanitt az Orvosi és Gyógyszerészeti Intézet (OGYI) Fül-Orr-Gége Klinikáján kezdte, ahol 1964-ben orvos-doktor, előadó, majd 1973-tól rendes tanár volt.
Több mint 200 dolgozata főleg az Orvosi Szemle (Revista Medicală), az Oto-rino-laringologie, valamint a budapesti Orvosi Hetilap, a bécsi Wiener Klinische Wochenschrift és Monatschrift für Ohrenheilkunde és a chicagói ORL Digest hasábjain jelent meg; éveken keresztül a heidelbergi fül-orr-gégegyógyászati szaklap referense volt. Társszerzője a N. Sirjiță szerkesztésében megjelent Criterii de expertiză medicală şi recuperare a capacităţii de muncă (Munkaképesség-vizsgálat és helyreállítás) című 1976-os füzetnek, valamint a C. Arseni szerkesztette Metode de neurofiziologie clinică (Idegélettani vizsgálatok) című 1984-es kézikönyvnek. Négy román nyelvű és két magyar nyelvű Fül-orr-gégegyógyászat című jegyzetet adott ki Marosvásárhelyen, ezek közül az 1982-es kiadást átvette a bukaresti egyetem, és éveken át hivatalos tankönyvként használta.